# Argentina ai Giochi della XXVIII Olimpiade
L'Argentina partecipò ai Giochi della XXVIII Olimpiade, svoltisi ad Atene, Grecia, dal 13 al 29 agosto 2004, con una delegazione di 152 atleti impegnati in ventidue discipline.

## Medaglie
| Medaglia | Atleta | Sport           | Evento                |
| -------- | --- | --------------- | --------------------- |
| Oro      | Argentina | Pallacanestro   | Torneo maschile       |
| Oro      | Argentina | Calcio          | Torneo maschile       |
| Bronzo   | Georgina Bardach | Nuoto           | 400 m misti femminili |
| Bronzo   | Paola Suárez Patricia Tarabini | Tennis          | Doppio femminile      |
| Bronzo   | Carlos Espínola Santiago Lange | Vela            | Tornado maschile      |
| Bronzo   | Magdalena Aicega Mariela Antoniska Inés Arrondo Luciana Aymar Claudia Burkart Marina di Giacomo Soledad García Mariana González Oliva Alejandra Gulla María de la Paz Hernández Mercedes Margalot Vanina Oneto Cecilia Rognoni Mariné Russo Ayelén Stepnik Paola Vukojicic | Hockey su prato | Torneo femminile      |

## Risultati

### Calcio
- Uomini

| Atleta | Classifica |                      |
| --- | --- | -------------------- |
| V · D · M Nazionale olimpica argentina · Calcio ai Giochi Olimpici Estivi 2004 1 Caballero · 2 Ayala · 3 Burdisso · 4 Coloccini · 5 Mascherano · 6 Heinze · 7 Saviola · 8 Delgado · 9 Figueroa · 10 Tévez · 11 K. González · 12 Rosales · 13 Medina · 14 Rodríguez · 15 D'Alessandro · 16 L. González · 17 M. González · 18 Lux · 21 Fernández · CT : Bielsa | Oro |                      |
| Nazionale olimpica argentina · Calcio ai Giochi Olimpici Estivi 2004 | |                      |
| 1 Caballero · 2 Ayala · 3 Burdisso · 4 Coloccini · 5 Mascherano · 6 Heinze · 7 Saviola · 8 Delgado · 9 Figueroa · 10 Tévez · 11 K. González · 12 Rosales · 13 Medina · 14 Rodríguez · 15 D'Alessandro · 16 L. González · 17 M. González · 18 Lux · 21 Fernández · CT: Bielsa                                                                                 | 1 Caballero · 2 Ayala · 3 Burdisso · 4 Coloccini · 5 Mascherano · 6 Heinze · 7 Saviola · 8 Delgado · 9 Figueroa · 10 Tévez · 11 K. González · 12 Rosales · 13 Medina · 14 Rodríguez · 15 D'Alessandro · 16 L. González · 17 M. González · 18 Lux · 21 Fernández · CT: Bielsa | Argentina (bandiera) |

### Pallacanestro
- Uomini

| Atleta | Classifica |
| --- | ---------- |
| V · D · M Nazionale argentina - Pallacanestro ai Giochi della XXVIII Olimpiade - Torneo maschile 4 Sánchez · 5 Ginóbili · 6 Montecchia · 7 Oberto · 8 Herrmann · 9 Fernández · 10 Sconochini · 11 Scola · 12 Gutiérrez · 13 Nocioni · 14 Delfino · 15 Wolkowyski · All. Rubén Magnano | Oro        |
| Nazionale argentina - Pallacanestro ai Giochi della XXVIII Olimpiade - Torneo maschile |            |
| 4 Sánchez · 5 Ginóbili · 6 Montecchia · 7 Oberto · 8 Herrmann · 9 Fernández · 10 Sconochini · 11 Scola · 12 Gutiérrez · 13 Nocioni · 14 Delfino · 15 Wolkowyski · All. Rubén Magnano                                                                                                  |            |